# هورودنیا
شهر هورودنیا (به روسی: Городня) در استان چرنیهیو در کشور اوکراین واقع شده‌است. جمعیت این شهر ۱۴٬۰۴۳ نفر  است.